# 29345 Ivandanilov
29345 Ivandanilov este un asteroid din centura principală de asteroizi.

## Descriere
29345 Ivandanilov este un asteroid din centura principală de asteroizi. A fost descoperit pe 22 februarie 1995 la Zelenchukskaya Station de Timur V. Kryachko. Asteroidul prezintă o orbită caracterizată de o semiaxă mare de 2,66 ua, o excentricitate de 0,12 și o înclinație de 5,9° în raport cu ecliptica.